# Мимика
Мимика (на гръцки: μιμιχοζ – подражаване), изражение на лицето, гримаса, е изразително движение на мускулите на лицето, чрез което се показва някакво чувство или емоция - радост, тъга. Мимиката, заедно с говора, е едно от средствата за комуникация между хората. 
Мимиките могат да издават емоционалното състояние на човек в определен момент. Поначало те се извършват рефлекторно, но могат да се правят и съзнателно и преднамерено - например мимиката при актьорите, която е важен елемент от актьорското майсторство.